# Huizhou
Huizhou (cinese: 惠州; pinyin: Huìzhōu) è una città a livello di prefettura della provincia del Guangdong, situata nella parte sud-orientale, a nord del mar cinese meridionale e della baia di Daya, e ad est del delta del fiume delle Perle.
Ricca di storia e cultura, sin dall'antichità è chiamata anche "Contea del Lingnan" e "Porta orientale del Guangdong". Non pochi importanti personaggi, fra i quali spicca il poeta Su Shi, hanno vissuto in questo territorio, lasciando molte odi a Huizhou nelle loro poesie, e facendo sì che la città accumulasse una profonda eredità culturale.
È la prima delle nove città appartenenti alla zona economica speciale del fiume delle Perle, ha visto un'industrializzazione sviluppatasi rapidamente e un'economia orientata sulle esportazioni, nonché una base di produzione industriale di importanza nazionale.
Di recente, sono stati stanziati più di 73 milioni di yuan per la costruzione e la commissione di un progetto petrolchimico, che rende Huizhou la città con il potenziale di sviluppo più alto nella zona economica del delta del fiume delle Perle.

## Storia
7 milioni di anni fa il territorio di Huizhou era costituito da stagni, habitat adatto per i dinosauri. Di recente, sono stati scoperti fossili di uova di dinosauro e loro orme.
Fra 10000 e 4000 anni fa, nel tardo neolitico, hanno iniziato a prosperare a Huizhou i primi uomini.
Riguardo alle attività di pesca, caccia e agricoltura, sono state scoperti il sito di Shangang, di Guku e altri 28. È stata ritrovata una grande quantità di oggetti di pietra e ceramica. Nel periodo degli Zhou orientali, a Huizhou nel distretto di Boluo esisteva un paese detto "Tie Lou". È registrato nel Lüshi Chunqiu. Nel 1993, mentre si stava costruendo l'autostrada Guangzhou-Huizhou, sul monte Hengshan nel distretto di Boluo, sono state rinvenute 300 tombe antiche, la maggior parte appartenevano alla dinastia Zhou, nonché oggetti di ceramica, porcellana, giada, ferro e rame. Fra questi, campane e tripodi hanno testimoniato le scene del pranzo della nobiltà del regno di Tie Lou a quel tempo. Nel 214, dopo che l'imperatore Taishi ebbe sconfitto gli Yue nel territorio del Linshan, a Huizhou venne fondato il distretto di Boluo, sotto la giurisdizione del Nan Hai. Zhao Tuo fondò il regno di Nan Yue, sconfitto nel 111 dall'imperatore Han Wu. Nel periodo dei tre regni, Huizhou passò sotto gli Wu orientali. Nel regno di Xian He, fra 326 e 334 d.C. il famoso taoista Gehong si rifugiò sul Monte Luofu a Huizhou, dove sono stati costruiti 4 templi, rendendo Luofu il più importante posto del taoismo.
Nel decimo anno dell'imperatore Kai della dinastia Sui, l'ufficio amministrativo della città di Xunzhou si trovava nell'attuale parco di Sun Yat-sen a Huizhou. Da quel momento Huizhou diventa un importante centro politico, economico e culturale della valle ad est del fiume delle Perle.
Nel 607 d.C., al terzo anno dell'imperatore Daya della dinastia Sui, la divisione amministrativa di Xunzhou cambiò nome in Longchuan. Al quarto anno dell'impero di Zhenzong, della dinastia Song, venne cambiato il nome in Huizhou. Durante la rivoluzione Xinhai, Sun Yat-sen ha dato avvio alla rivolta due volte, e, nel 1900, Sun Yat-sen decise che era giunto il momento di iniziare la lotta armata, in contemporanea con la rivolta dei Boxer. Una delle rivolte di Huizho arrivò a coinvolgere 20000 persone, ma fallì sotto la pressione del governo Qing. Nel 1907 Sun Yat-sen mandò altri uomini ad organizzare, sempre a Huizhou, la “rivolta del lago delle sette donne” che corrisponde alla “rivolta di Huanggang. I duecento rivoluzionari fallirono nei loro tentativi, e per questo non ricevettero sostegno dalla gente, e furono costretti a rifugiarsi sulle rovine di Lianghuang.
Dopo lo scoppio della guerra di resistenza al Giappone, l'esercito giapponese, al fine di interrompere la linea ferroviaria Canton – Kowloon e la Pechino – Canton, mandarono due divisioni da 40000 soldati che sbarcarono nel golfo di Daya, nei pressi di Huizhou, prologo dell'attacco alla Cina meridionale. L'esercito rivoluzionario nazionale ha continuato a resistere in modo tenace. Fra il 1938 e il 1943 vennero riorganizzate nella regione delle truppe per la difesa della provincia del Canton, chiamate generalmente “truppe della parte orientale del fiume delle Perle”. Queste divisioni vennero anche in aiuto dei soldati inglesi al momento della capitolazione di Hong Kong nel 1941. Subito dopo la costituzione della Repubblica popolare cinese, venne costituita una regione speciale ad est del fiume delle Perle - Guangdong, il cui centro era rappresentato dal distretto di Huiyang (il quale comprendeva Huizhou), annullato e ricostituito ripetutamente nei successivi 11 anni.

## Geografia fisica
Huizhou è situata nella parte centro meridionale della provincia del Guangdong, ad est del fiume delle Perle. Ad est confina con le città di Heyuan e Shanmei. A sud è bagnato dal golfo di Daya nel mar cinese meridionale, che lo divide dalla speciale regione amministrativa di Hong Kong. Ad ovest confina con le città di Shenzhen, Dongguan e Canton, a nord con la città di Shaoguan.
Il suo territorio si diffonde per 152 chilometri da est a ovest, e per 128 da nord a sud, a nord prevalentemente montuoso; altipiani e colline permeano la parte orientale e meridionale, con piccole pianure lungo il delta del fiume e lungo il tratto costiero. Il monte più alto è il Fenghua (1336 m).

## Divisioni amministrative, popolazione e lingua
Il territorio di Huizhou comprende un distretto centrale (Huicheng, 690000 persone), il distretto di Huiyang (400000), Huidong (700000), Boluo (760000), Longmen (320000). Secondo le stime del 1º novembre 2005, ha una popolazione complessiva di circa 3703300 persone.
A Huizhou si parla il dialetto cinese di Huizhou, che al 2022 è parlato da 5,4 milioni di parlanti totali.

## Economia e agricoltura
Huizhou è la prima delle nove città che appartengono alla zona economica del delta del fiume delle Perle.
Il prodotto interno lordo di Huizhou nel 2005 è stato stimato a 8039 miliardi e 400 milioni di yuan, con un aumento del 15.8% rispetto al 2004.
Il clima mite e le piogge abbondanti sono ottimali per lo sviluppo agricolo, di cui, fra le città del Guangdong, è la più importante produttrice di cereali, verdura, frutta e carni.
I sei prodotti speciali del territorio sono il Meigai cai, la patata dolce, il mais dolce, l'aglio, lychee e mandarini.